# 벤티
벤티(1993년 7월 17일 ~)는 대한민국의 가수다. 2015년 싱글 앨범 [그쪽]으로 데뷔했다.

## 방송
- 보이스 코리아 (시즌 1) (2012) - Top16
- 모디션 (2019) - Top15
- 싱어게인1 (2020) - Top38

## 공연
- Oh! Happy Ventiday! (2021)